# Анисе
Абел Андрианантенайна Анисе (на френски: Abel Andrianantenaina Anicet, познат само като Анисе) е мадагаскарски футболист роден на 13 март 1990 г. в Антананариву. Той е настоящ играч на Макаби Бней Райна.

## Кариера
Юоша на Ажезая Мадагаскар от 2002 до 2004, когато преминава в школата на Оксер Франция. Играе като дефанзивен халф или полузащитник, но се справя и като дясно крило, атакуващ полузащитник и нападател. През 2009 дебютира за втория отбор на Оксер Франция, а през септември 2011 е привлечен в Черноморец Бургас. На 6 януари 2012 скандално напуска Черноморец Бургас, след като обявява, че прекратява кариерата си. На 23 януари 2012 е представен като футболист на ЦСКА, но на 31 януари 2012 Спортно-техническата комисия на БФС излиза с решение, че е прекратил договора си неправомерно и не е собственост на ЦСКА, а на Черноморец Бургас. Все пак БФС картотекира футболиста през юли 2012 и наказва ЦСКА със забрана за трансфери в един трансферен прозорец. Дебют за ЦСКА прави на 19 юли 2012 при равенството с Мура Словения за Лига Европа. Първи и втори гол за ЦСКА вкарва на 15 септември 2012 при победата над Ботев Враца с 3:0. На 26 юни 2013 е закупен от Ботев Пловдив, а оттам на 3 юли 2014 преминава в Лудогорец Разград. С тима от Разград е седемкратен шампион на България за 2014/15, 2015/16, 2016/17,  2017/18, 2018/19, 2019/20, 2020/21 и печели суперкупата на България през 2014, 2018 и 2021. Напуска Лудогорец Разград на 20 юли 2021. Присъединява се към отбора на Фючър през септември 2021.

## Национална кариера
На 4 юли 2007 е повикан за пръв път в разширения състав на Мадагаскар, но не дебютира. Дебют за тима прави на 6 август 2015 в мач срещу Ангола, а първи и единствен гол вкарва на 13 октомври 2015 при равенството 2:2 с ЦАР. Изиграва общо 6 мача с 1 гол за Мадагаскар.